# Tüllingen
Tüllingen (Alemannisch: Düllige) ist der auf dem gleichnamigen Tüllinger Berg gelegene Lörracher Stadtteil. Die beiden Dorfteile Ober- und Untertüllingen wurden 1935 zu einem Stadtteil zusammengefasst.

## Geographie

### Lage und Gliederung

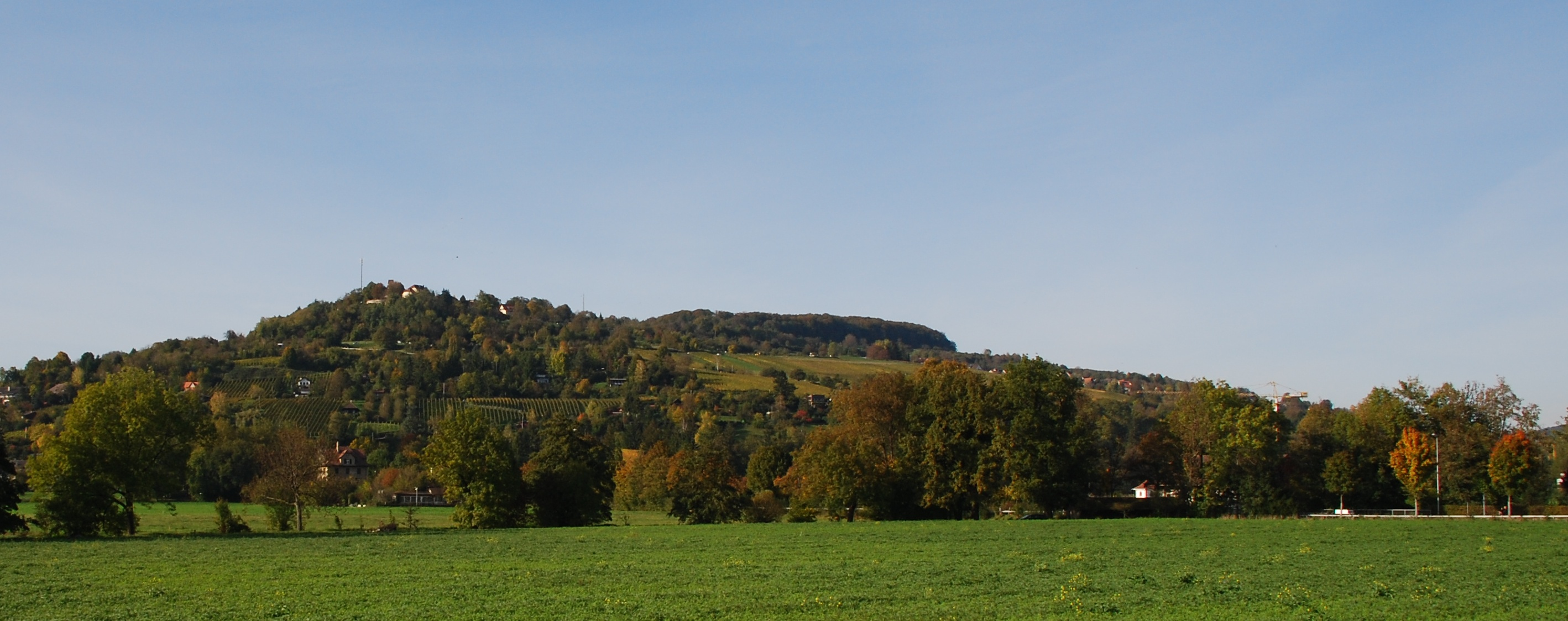
Der Tüllinger Berg von Riehen aus gesehen

Der geologisch bedeutsame Tüllinger Berg (kurz: Tüllinger genannt, in der Schweiz Tüllinger Hügel) erhebt sich im Südteil bis zu einer maximalen Höhe von 460,2 m ü. NHN und bietet Ausblicke auf das Dreiländereck, das Rheinknie sowie die umliegenden Städte Lörrach, Weil am Rhein und Basel.

### Nachbargemeinden
Im Süden grenzt Tüllingen mit dem Dorf Riehen an die Schweizer Grenze. Südöstlich liegt Stetten, etwas weiter nördlich davon die Kernstadt Lörrachs. Im Norden bzw. Nordwesten befinden sich Tumringen, und die zu Weil am Rhein gehörenden Ortsteile Ötlingen und Haltingen. Im Südwesten, noch am Hang des Tüllinger Bergs, beginnt die Besiedlung von Alt-Weil.

## Geschichte

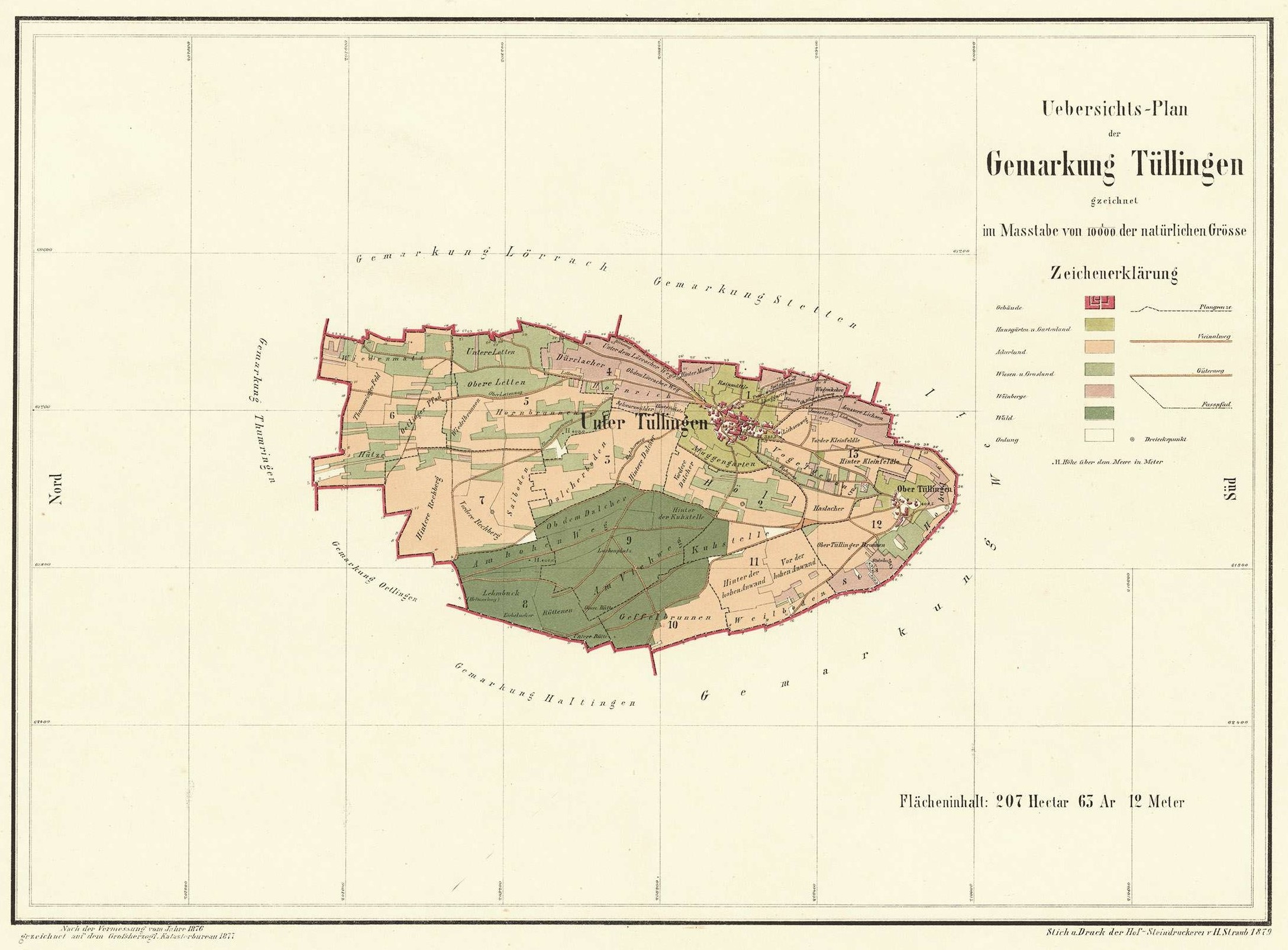
Karte Tüllingens von 1876

Die erste urkundliche Nennung geht auf das Jahr 1113 zurück. Dort wird ein Walcho von Waldeck ausdrücklich genannt, der seinen Besitz dem Kloster St. Blasien schenkt. Die Erstnennung Tülliken weist auf eine Siedlung hin, die möglicherweise von einem Personennamen abgeleitet wird. Weiterhin wird der Ort 1173 in einem Schutzbrief für St. Blasien des damaligen Papstes Kalixt III. genannt, in dem die Tüllinger Kirche und andere Besitzungen erwähnt werden. Das Dorf hat sich in der Folge als Straße nach Rötteln entwickelt.
Tüllingen war wie andere Orte in der Umgebung ebenfalls von den Auswirkungen des Dreißigjährigen Kriegs und der Zerstörung Röttelns 1678 betroffen. Am 14. Oktober 1702 fand auf Tüllinger Boden die Schlacht am Käferholz statt, das dem Ort erheblichen Schaden zufügte. 1767 erfolgte die erste Wasserversorgung durch eine zwischen Ober- und Niedertüllingen entdeckte Quelle. Im selben Jahr wurden die Grenzen nach Rötteln bestätigt. Tüllingen trug im 17. und 18. Jahrhundert Bannstreitigkeiten mit den benachbarten Ortschaften aus.
Die beiden Dorfteile Ober- und Untertüllingen wurden 1935 nach Lörrach eingemeindet und zu einem Stadtteil zusammengefasst.

## Wappen
Das Wappen von Tüllingen trägt zwei gekreuzte, goldene Schwerter auf blauem Grund. Eingeführt wurde das Wappen 1902 und erinnert an die Schlacht am Käferholz am 14. Oktober 1702.

## Bevölkerungsentwicklung
Die historische Bevölkerungsentwicklung des Dorfes Tüllingen blieb über Jahrhunderte nur leicht ansteigend und stieg erst mit der Eingemeindung des Ortes 1935 an Lörrach stark an. Die kursiv gesetzten Zahlen stellen Schätzgrößen dar. Ab 1872 erfolgte die standesamtliche Erfassung der Einwohner.
| Jahr | Einwohner |
| ---- | --------- |
| 1672 | 195       |
| 1685 | 220       |
| 1700 | 190       |
| 1739 | 232       |
| 1804 | 309       |
| 1833 | 325       |
| 1858 | 369       |
| 1885 | 412       |

| Jahr | Einwohner |
| ---- | --------- |
| 1893 | 393       |
| 1908 | 361       |
| 1928 | 390       |
| 1936 | 436       |
| 1954 | 777       |
| 1960 | 980       |
| 1964 | 1131      |
| 1971 | 1206      |

## Bauwerke

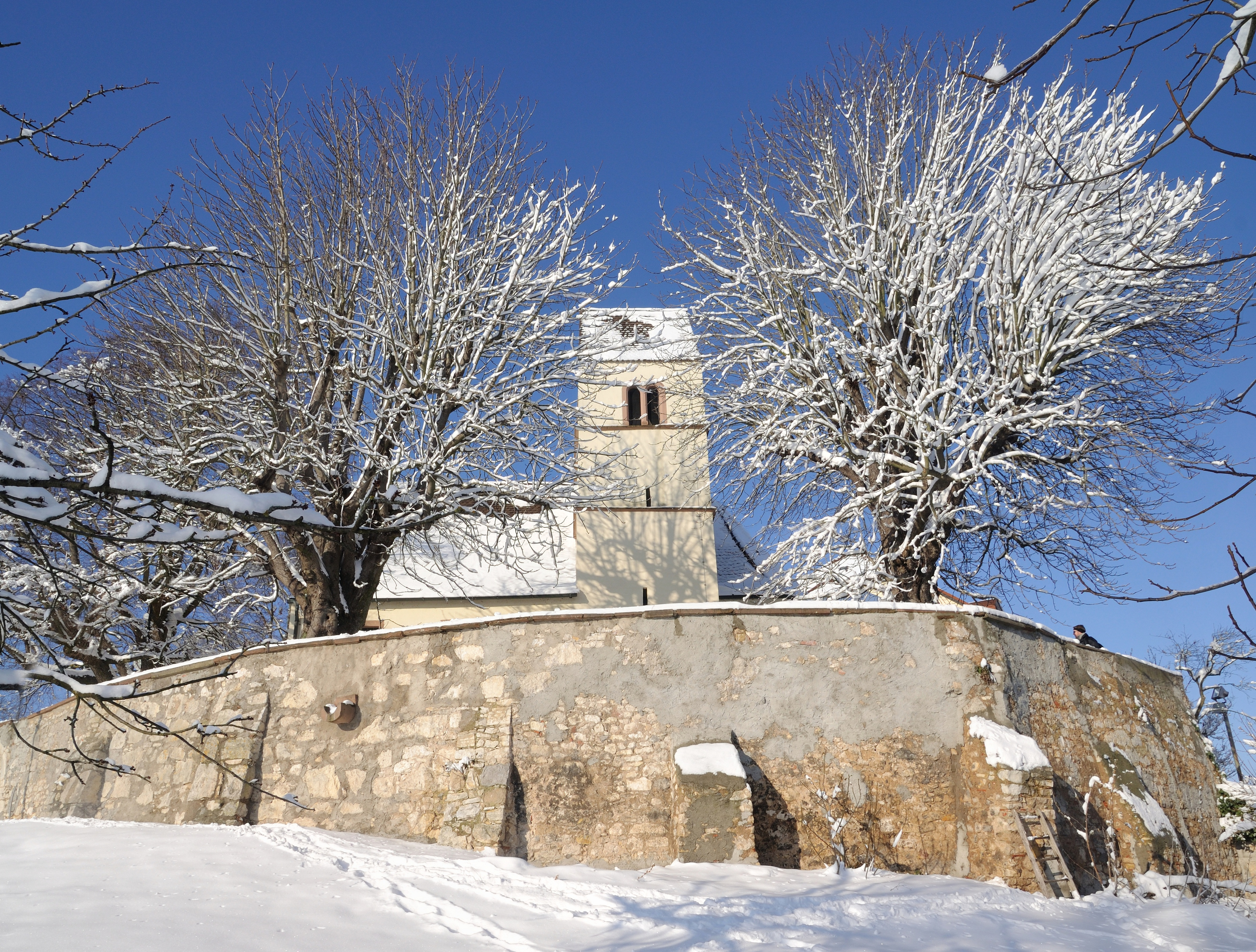
St.-Ottilien-Kirche im Winter

In Obertüllingen befindet sich die Jugendhilfeeinrichtung Tüllinger Höhe. Träger des Heims ist die evangelische Kirche – es gehört zum Dachverband des Diakonischen Werkes Baden. Zum Heim gehören die Gebäude von Verwaltung, Großküche und Schule für Erziehungshilfe, die sich aus Grund-, Haupt-, Förderschule und einem Realschulzweig bis zur siebten Klasse zusammensetzt. Außerdem sind acht Wohngruppen, therapeutische Angebote, eine Sporthalle und ein Sportplatz Teil der Einrichtung. Zwei der zum Kinderheim gehörigen Wohngruppen befinden sich in Untertüllingen.
In Untertüllingen befand sich bis zum Jahr 2004 auch die öffentliche Dorfschule Adolf-Glattacker-Grundschule. Das ehemalige Schulgebäude dient heute der Dorfgemeinschaft als Kulturhaus, welches von Vereinen und dem Wahllokal genutzt wird. Ebenfalls befindet sich im Untertüllinger Ortskern ein öffentlicher Kindergarten der evangelischen Kirche. Die Ortskirche selbst ist die alte St.-Ottilien-Kirche in Obertüllingen, welche abends angestrahlt wird und weithin sichtbar ist.
In Obertüllingen befindet sich auch der Sender Lörrach.

## Verkehr

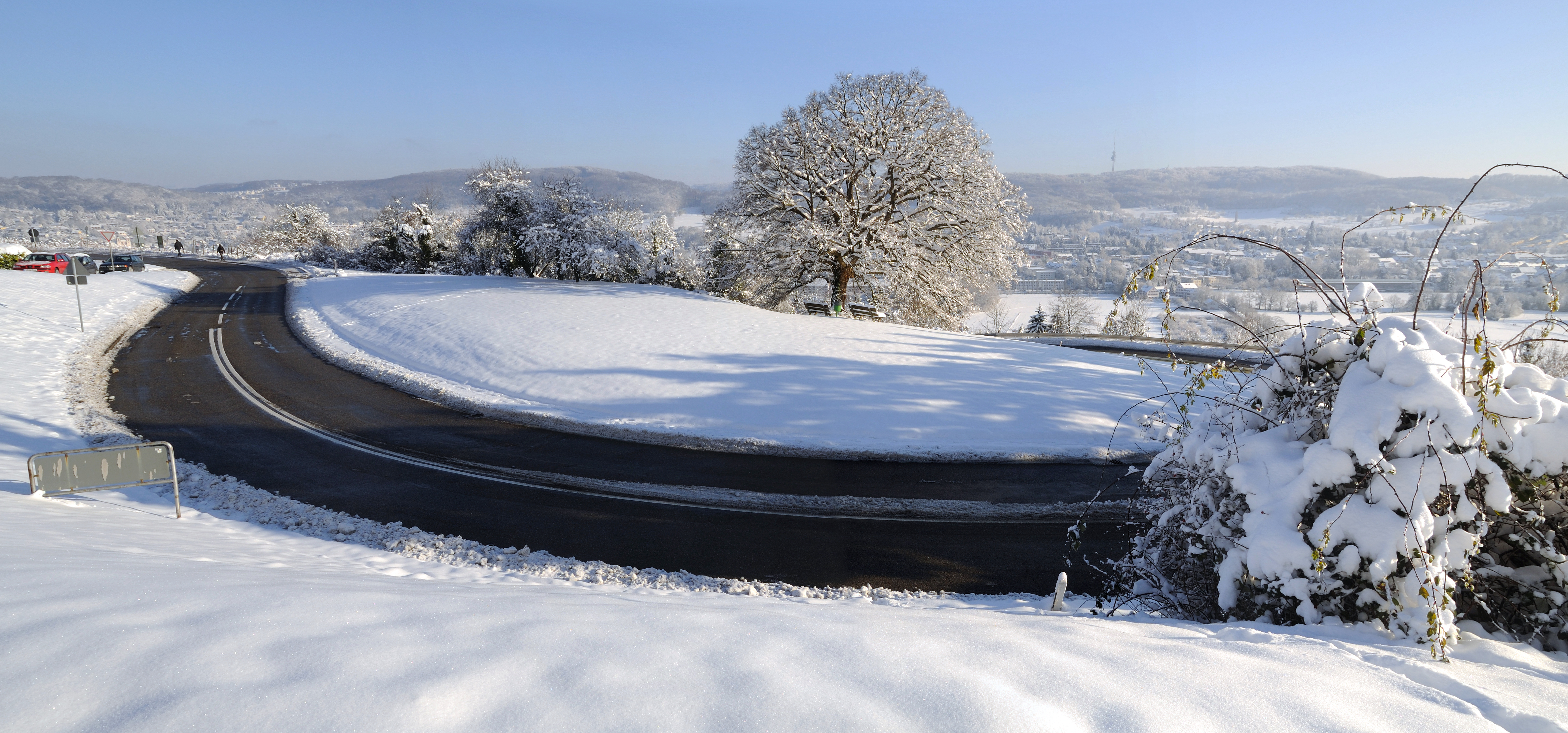
Passstraße zwischen Tüllingen und Weil

Die beiden Kreisstädte Lörrach und Weil am Rhein werden durch den Tüllinger Berg getrennt. Die steile, serpentinenreiche Autostraße zwischen beiden Städten fungiert damit als Passstraße. Damit bildet die Überfahrt zwischen den beiden Nachbarstädten die einzige Fahrstraße über den südlichen Tüllinger Berg. Die Straße überwindet auf 1,8 Kilometer in zwei Spitzkehren von Alt-Weil ausgehend eine Höhendifferenz von 100 Metern, was einer durchschnittlichen Steigung von 5,8 % entspricht. Der Scheitelpunkt der Gebirgsstraße von Untertüllingen auf 381 m wird kurz vor der südlichen Ortseinfahrt des unteren Dorfteils erreicht. Von dort zweigt eine Stichstraße nach Obertüllingen und zum Lindenplatz ab. Die Nordrampe ausgehend von der Wiesenbrücke von Lörrach überwindet ebenfalls 100 Höhenmeter mit einer Spitzkehre auf 2,2 Kilometern, was einer durchschnittlichen Steigung von 4,5 % entspricht.
Neben der Straße hoch nach Tüllingen verbindet ein zwischen 1888 und 1890 erbauter, 864 m langer Eisenbahntunnel an der Bahnstrecke Weil am Rhein–Lörrach die beiden Städte miteinander.
Seit Jahrzehnten gab es Bestrebungen, beide Städte durch die zum Teil durch schweizerisches Territorium führende zollfreie Straße zu verbinden, um damit den Weg durch bzw. über den Tüllinger zu umgehen (→ Bundesstraße 317). Im Oktober 2013 wurde die zollfreie Straße schließlich eröffnet.

## Persönlichkeiten
- Adolf Glattacker (1878–1971), deutscher Kunstmaler und Zeichner
- Max Roser (1880–1954), deutscher Jurist und Reichsbahndirektor
- Hans-Peter Schwarz (1934–2017), Politikwissenschaftler, Zeithistoriker und Publizist, wurde in Obertüllingen beerdigt[5]
- Arthur Schmidt (1908–2007), deutscher Maler und letzter Schüler des Bauhauses Dessau[6]